# Cigare au miel
 (septembre 2021).
Si vous disposez d'ouvrages ou d'articles de référence ou si vous connaissez des sites web de qualité traitant du thème abordé ici, merci de compléter l'article en donnant les références utiles à sa vérifiabilité et en les liant à la section « Notes et références ».
Pour plus de détails, voir Fiche technique et Distribution.
Cigare au miel est un film dramatique franco-belgo-algérien réalisé par Kamir Aïnouz et sorti en 2020.

## Synopsis
Neuilly-sur-Seine, 1993. Selma, 17 ans, vit avec son père qui est avocat et sa mère qui a renoncé pour l'élever à son métier de gynécologue. La jeune fille, bien que née en France, est kabyle et se partage entre les deux cultures. Elle vient d'entrer à l'ECIP, une école de commerce et y fait la connaissance de Julien, étudiant en dernière année. Sensible à son charme et son humour tendre, elle tombe dans ses bras et découvre l'amour, aussi bien physique que sentimental. Mais elle rentre tard au bercail, ce qui suscite l'inquiétude et même la fureur de ses géniteurs. Lesquels cherchent par ailleurs, plus ou moins discrètement, à la marier. C'est ainsi que ses parents la présente à Luka, le fils d'amis. Or, ce dernier viole Selma dans une chambre d'hôtel.

## Fiche technique
- Titre original : Cigare au miel
- Réalisation : Kamir Aïnouz
- Premiers assistants réalisateurs : Fouad Trifi, Fabrice Camoin
- Scénario : Kamir Aïnouz et Marc Syrigas
- Musique : Julie Roué
- Supervision musicale : Martin Caraux
- Décors : Angelo Zamparutti
- Costumes : Isabelle Pannetier
- Photographie : Jeanne Lapoirie
- Son : Laurent Benaïm
- Mixage : Mélissa Petitjean
- Montage : Albertine Lastera
- Casting : Pascale Béraud
- Production : Christine Rouxel et Marie-Castille Mention-Schaar
  - Productrice exécutive : Christine Rouxel
  - Coproducteurs : Luc et Jean-Pierre Dardenne
  - Producteurs associés : Malek Ali-Yahia, Kamir Aïnouz, Dany Boon et Delphine Tomson
- Sociétés de production : Eliph Productions, Willow Films et Les Films du Fleuve
  - Sociétés de coproduction : Damia Films, Les Films du Mirakle et Les Productions du Ch'Timi
  - SOFICA : Indéfilms 8, SG Image 2018
- Société de distribution : Paname Distribution
- Pays de production :  France,  Belgique et  Algérie
- Langue originale : français
- Format : couleur — 2,35:1
- Genre : Drame
- Durée : 100 minutes
- Dates de sortie :
  - Italie : 2 septembre 2020 (Mostra de Venise)
  - France : 6 octobre 2021

## Distribution
- Zoé Adjani-Vallat : Selma
- Amira Casar : la mère de Selma
- Lyes Salem : le père de Selma
- Louis Peres : Julien
- Idir Chender : Luka Toumi
- Axel Granberger : William
- Jud Bengana : Sélim
- Rym Takoucht : Hafida Benslimane
- Sair El Hakim : Benslimane père
- Fatima Hachache : Yaya, la grand-mère de Selma
- Jean-Yves Chilot : le professeur de l'ECIP
- Robert Bradford : le directeur de l'ECIP
- Blu Yoshimi : Giulia
- Zineddine Hamdouche : le militaire algérien au barrage

## Sortie

### Accueil critique
En France, le site Allociné recense une moyenne des critiques presse de 2,6/5

## Sélections
- Mostra de Venise 2020 : en compétition en section Giornate degli Autori / Venice Days[2]
- Festival de cinéma européen des Arcs 2020 : en compétition[3]
- Festival du film de Cabourg 2021 : en section Ciné Swann[4]